# Giorgia (cantante)
Giorgia Todrani (Roma, 26 de abril de 1971), conocida simplemente como Giorgia, es una cantautora italiana.

## Biografía
Giorgia nació en Roma y comenzó a actuar a temprana edad en varios clubes de jazz romanos. Fue influenciada por artistas clásicos del soul y jazz como Aretha Franklin, Whitney Houston, Stevie Wonder, Ella Fitzgerald, Michael Jackson, entre otros. Grabó dos álbumes en vivo a principios de la década de 1990, llamados One more go round y A Natural Woman.

## Carrera
Su debut fue en el escenario del teatro Ariston durante el Festival de San Remo de 1994, cuando cantó E poi en la categoría Nuove Proposte (Nuevos actos). En dicho festival acabó en séptima posición en la lista final de New Act (perdiendo ante Andrea Bocelli, quien la elogió en su discurso ganador). Y ahora, sigue siendo hoy en día una de sus canciones más famosas.
Su álbum debut, Giorgia, vendió más de 160 000 discos (fue un éxito de ventas en Italia y tuvo mucho éxito también en Alemania). Unos meses más tarde, Luciano Pavarotti le pidió que actuara con él en un dueto en el espectáculo anual Pavarotti & friends en Módena, donde interpretó Who Wants to Live Forever de Queen. También cantó con el famoso tenor. En 1994 Giorgia ganó el Premio Europeo como "Mejor artista joven italiano".

### Festival de Música de San Remo y segundo álbum
En 1995 regresó al Festival de Música de San Remo, cantando Come saprei. Ganó el concurso y también el premio de la crítica, convirtiéndose en la segunda artista en lograrlo (el primero fue Domenico Modugno) pero siendo la primera cantante italiana en ganar ambos premios. Durante la competición ganó 4 premios. Su segundo álbum Come Thelma; Louise vendió más de 300 000 copias. En el mismo año, Todrani grabó la canción Vivo per lei  con el tenor Andrea Bocelli.

### Strano il mio destino(1996)
En 1996 participó por tercera vez en el Festival de Música de San Remo con la canción Strano il mio destino y terminó en tercer lugar. Strano il mio destino – Live &amp; studio 95/96 es el título de su tercer lanzamiento, que incluye temas en vivo, el sencillo de San Remo y otra grabación de estudio. El álbum vendió 270 000 copias.

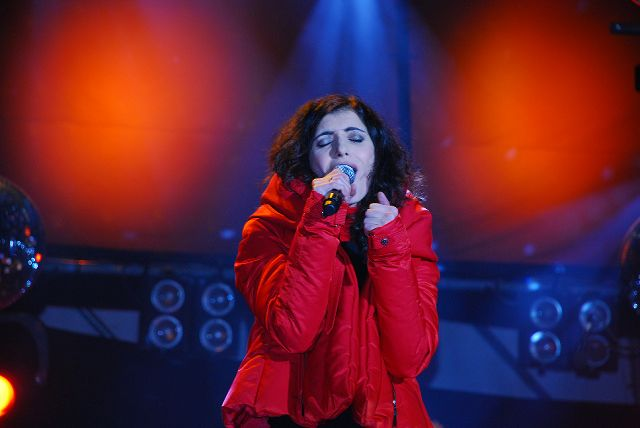
Giorgia en Roma en 2008

A mediados de 1997 lanzó una versión de una vieja canción italiana de Ornella Vanoni llamada Un'ora sola ti vorrei, con un nuevo sonido musical orientado al R&B y una nueva imagen; más tarde ese año, su tercer álbum de estudio, Mangio troppa cioccolata, fue lanzado y comenzó una nueva dimensión en su carrera, con menos baladas y más uptempos, centrándose más en el sonido y en la interpretación que en las voces, algo que se convertiría en una prerrogativa en sus lanzamientos posteriores. Este álbum fue lanzado en diez países europeos disfrutando de un buen éxito comercial. Ese mismo año, la cadena musical de televisión MTV Europa le propuso a Giorgia presentar un programa de televisión, pero ella rechazó la propuesta.

### Girasole(1999)
Después del lanzamiento de una canción de otra banda sonora de película llamada Il cielo in una stanza (una versión de una canción italiana de Gino Paoli), a principios de 1999 lanzó su cuarto álbum de estudio llamado Girasole, un disco muy melódico y orientado al pop que le dio más éxito, ayudado por el exitoso sencillo Girasole, una de las canciones italianas más vendidas de mediados de 1999. Ese mismo año realizó una gira internacional junto al músico de jazz Herbie Hancock.

#### 2000
En 2000, Ray Charles la invitó a uno de sus conciertos y le pidió que cantara Georgia on My Mind después de que ella le dijera que su padre la llamó Giorgia en honor a la canción. Giorgia produjo ella misma Girasole; gracias a este álbum (uno de los más exitosos de su carrera) se hizo más conocida. Ese mismo año cantó a dúo con Michael McDonald, en Turín durante su concierto y en su concierto en Milán. A mediados de 2000, en su gira Fai Sentire La Tua Voce Tour 2000, realizó un dueto con Lionel Richie en All Night Long en el Ericsson Summer Festival . 2000 fue también el año de su actuación en el festival Primo Maggio que incluyó una reelaboración de Nothing compares to you (2 U) de Prince.

### Senza ali(2001)
En 2001, regresó al Festival de Música de San Remo y terminó en segundo lugar con la canción Di Sole e d'Azzurro escrita por Zucchero e incluida en su quinto álbum de estudio Senza Ali, que cuenta con Herbie Hancock como invitado especial en la canción Il mare sconosciuto. Previamente Giorgia ya había actuado con Hancock durante su gira europea dedicada a George Gershwin en (1999), y durante un concierto en el Royal Festival Hall de Londres junto a Youssou N'Dour en 2000.

### Greatest hits-Le cose non-vanno mai come credi(2002)
En 2002 lanzó su primer álbum Best of titulado Greatest hits – Le cose non-vanno mai come credi que vendió más de 700 000 copias y permaneció en las listas italianas durante más de un año. El álbum generó algunos éxitos italianos y todavía estaba en las listas italianas en 2008. El año terminó con un dueto con el ex-Boyzone Ronan Keating. La canción fue We've Got Tonight, una versión de un éxito de Bob Seger, y el dueto con Keating se lanzó en toda Europa.

### Ladra di Vento(2003)
En 2003 lanzó su sexto álbum de estudio, Ladra di Vento, que incluía su mayor éxito: Gocce di Memoria. La canción alcanzó el primer puesto en la lista de singles FIMI italiana y se convirtió en el single más vendido de 2003, con 130 000 copias vendidas. La canción alcanzó el top 40 de la lista de sencillos europea . Gocce di Memoria fue el tema original de la película del cineasta turco-italiano Ferzan Ozpetek "la Finestra di fronte" Facing Windows, protagonizada por Giovanna Mezzogiorno, y le valió a Giorgia muchos premios, incluido el "David di donatello", la "cinta de plata" y tres "premios de la música italiana".

### MTV Unplugged(2005)
En 2005, Giorgia fue la primera artista italiana en lanzar un MTV Unplugged grabado en Milán . El CD en vivo incluye versiones acústicas de todos sus principales éxitos. El álbum fue certificado triple platino en Italia y le valió a Giorgia numerosos premios. Fue acompañada por la banda de Prince, Terence Blanchard y durante el concierto hizo un dueto con la estrella del soul Ricky Fanté.

### Stonata(2007)
En 2007 lanzó su séptimo álbum de estudio, Stonata. El álbum debutó en la segunda posición de la lista italiana y fue certificado doble platino. El álbum incluyó un dueto con la cantante italiana Mina . La canción se llamaba Poche Parole y fue el primer dueto de Mina, en sus cincuenta años de carrera, con una mujer italiana.

### Spirito libero Viaggi di voce 1992–2008(2008)
El 21 de noviembre, Giorgia lanzó su segundo recopilatorio de grandes éxitos (el primero fue lanzado en 2002), pero este será su primer álbum Antología con 3 cd llenos de éxitos, nuevas canciones, covers y nuevas versiones de algunas de sus viejas canciones; el primer sencillo es Per fare a meno di te, que es la banda sonora de la película Solo un padre dirigida por Luca Lucini, que llegó a las pantallas italianas el 28 de noviembre de 2008.

### Dietro le apparenze(2011)

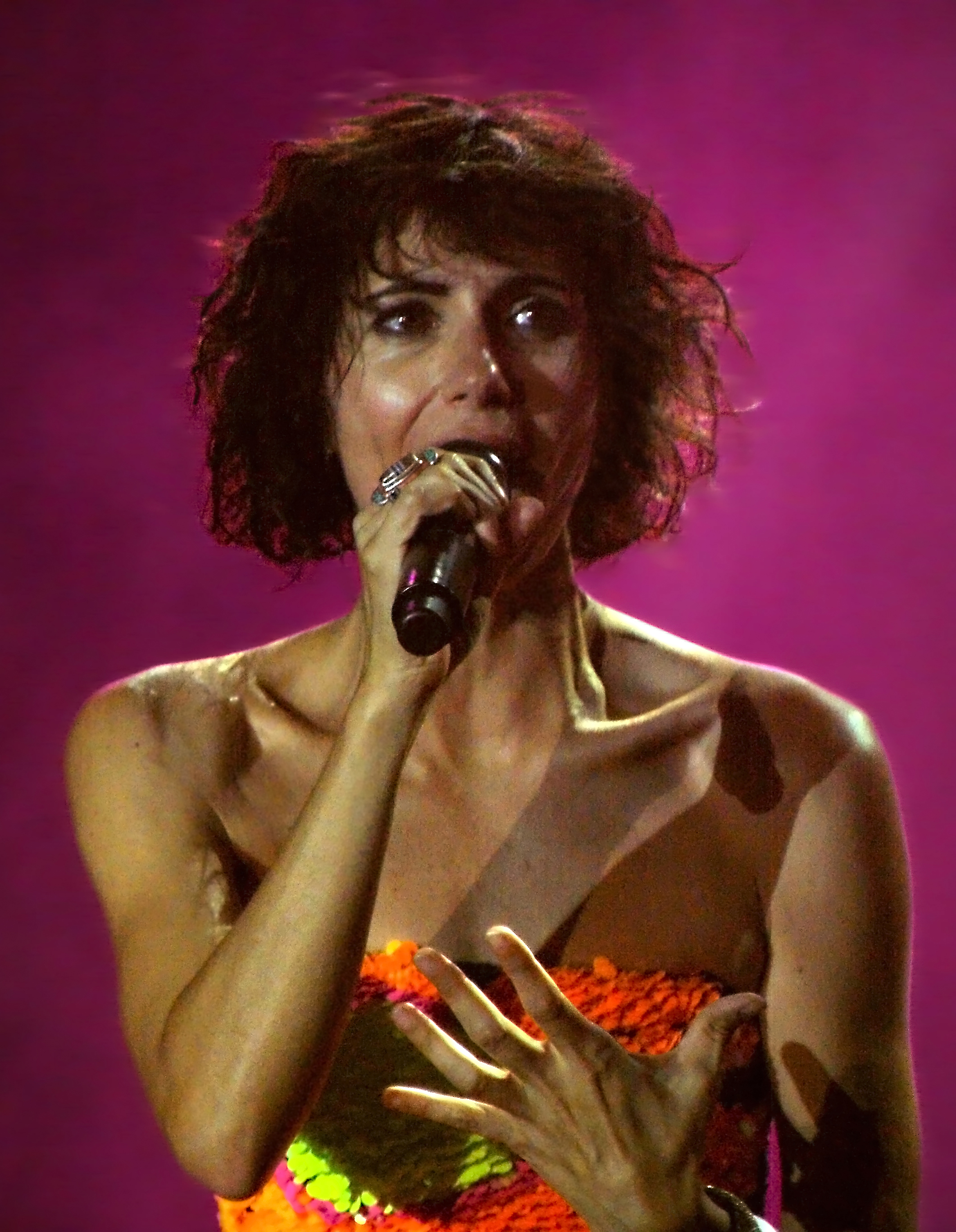
Giorgia en concierto en Milán en 2012

En 2011 Giorgia lanzó su octavo álbum de estudio, Dietro le apparenze, que incluía el éxito del verano de 2011: Il mio giorno migliore (platino, con más de 30 000 copias). El álbum también contó con un dueto con uno de los cantantes italianos más importantes, Eros Ramazzotti, en Inevitabile; así como otras colaboraciones: Passerà l'estate de Marina Rei; È l'amore che conta, el segundo sencillo, escrito por Busbee; y Tu mi porti su interpretada con Jovanotti (sencillo certificado doble platino, con más de 60 000 copias). El álbum Dietro le apparenze debutó en la primera posición de la lista italiana y fue certificado doble platino.

### Senza paura(2013) yLimited Gold Edition
En noviembre de 2013, Giorgia lanzó su noveno álbum de estudio, Senza paura; el primer sencillo fue Quando una stella muore (certificado platino, con más de 30 000 copias). El álbum también incluyó duetos con los cantantes internacionales Alicia Keys, en I Will Pray (Pregherò) (el segundo sencillo, certificado disco de oro); y Olly Murs, en Did I lost you. El tercer sencillo, Non mi ami, con música de Fraser T. Smith y Natasha Bedingfield, fue certificado platino en julio de 2014 (con más de 30 000 copias), y el cuarto sencillo, Io fra tanti, fue certificado oro en octubre.
El álbum Senza paura debutó en la primera posición de la lista italiana, y fue certificado disco doble platino (con más de 120 000 copias). En 2014 recibió una nueva nominación en los MTV Europe Music Awards en la categoría "Mejor artista italiano". En octubre de 2014, la cantante lanzó Senza paura - Limited Gold Edition, que contiene un CD doble: uno con las mismas pistas que el álbum grabado y un CD adicional con contenido en vivo de su gira Senza paura de 2014; así como un DVD que contiene contenido adicional de su espectáculo en vivo, los videos musicales oficiales de sus sencillos (Quando una stella muore, Non mi ami, Io fra tanti) y material inédito detrás del escenario.
El 24 de octubre de 2014, lanzó su quinto sencillo del álbum Senza Paura, La mia stanza.

### OroneroyPop Heart(2016-2019)
El 15 de febrero de 2016, el sitio oficial de Giorgia confirmó que estaba trabajando en un nuevo álbum. El álbum fue producido por Michele Canova, quien también produjo sus dos álbumes anteriores. El 12 de septiembre Giorgia reveló el título de su nuevo sencillo, Oronero, anunciando que estaría disponible para descarga digital a partir del 20 de septiembre. El 28 de noviembre de 2016, la canción fue certificada platino en Italia, después de haber vendido más de 50 000 copias.
El álbum del mismo nombre es el décimo álbum de estudio lanzado por la cantante romana, y fue lanzado el 28 de octubre de 2016. Contiene 15 temas, 10 de los cuales fueron escritos por la propia Giorgia, así como numerosas colaboraciones con artistas italianos e internacionales. El 18 de abril de 2018, el álbum fue certificado como disco doble platino (con más de 100 000 copias).
El 8 de febrero de 2017, Giorgia actuó en la competición del Festival de Música de San Remo 2017. Durante la segunda noche del festival, interpretó su segundo single de Oronero: Vanità y un popurrí de sus actuaciones más famosas de San Remo: E poi, Come saprei y Di sole e d'azzurro. Entre 2017 y 2018 la cantante abrazó el Oronero Live Tour, que fue grabado para el álbum en vivo Oronero Live, promocionado por la colaboración Come neve con Marco Mengoni.
El 16 de noviembre de 2018, Giorgia publicó el álbum de versiones Pop Heart, que alcanzó el número dos en las listas de álbumes italianos. El álbum incluía versiones en italiano e inglés, incluidas Le tasche piene di sassi, I Feel Love, Una storia importante y duetos con Elisa en Gli ostacoli del cuore. El 22 de marzo de 2019, anunció una gira de verano, Pop Heart Summer Nights, con una primera fecha en el Lucca Comics & Games Festival, junto a Janelle Monáe.

### Bluy Festival de Música de San Remo (2022-presente)
Tras cuatro años sin publicar música, el 14 de enero de 2022 colaboró en Parentesi con Mara Sattei. El 4 de diciembre de 2022 se anunció la participación de Giorgia en el Festival de Música de San Remo 2023. Compitió con la canción Parole dette male. El sencillo fue anunciado como la canción principal del nuevo álbum de Giorgia, Blu, el primero de un proyecto de varias partes, que se lanzó el 17 de febrero de 2023.
El 7 de febrero de 2024, Giorgia copresentó la segunda noche del Festival de Música de San Remo 2024 junto a Amadeus. En octubre de 2024 publicó el sencillo Niente di male y presentó X Factor. En diciembre de 2024, fue anunciada como una de las participantes en el Festival de Música de San Remo 2025 con la canción La cura per me. Ese mismo mes apareció en el especial Andrea Bocelli 30 - The Celebration, donde interpretó " Vivo per lei " junto al legendario tenor. Ganó la noche de portada del festival interpretando " Skyfall " con Annalisa, y finalmente terminó la competencia en sexto lugar.

## Vida privada
Desde 2004 está oficialmente comprometido con el bailarín Emanuel Lo; los dos se conocieron por primera vez durante la gira del álbum Ladra di Vento en 2003 (Emanuel formaba parte del grupo de baile). El 18 de febrero de 2010 nació su hijo llamado Samuel.

## Discografía
- 1994 – Giorgia
- 1995 – Come Thelma & Louise
- 1996 – Strano il mio destino (Live & studio 95/96)
- 1997 – Mangio troppa cioccolata
- 1999 – Girasole
- 2001 – Senza ali
- 2002 – Greatest Hits - Le cose non vanno mai come credi
- 2003 – Ladra di vento
- 2005 – MTV Unplugged
- 2007 – Stonata
- 2008 – Spirito libero - Viaggi di voce 1992-2008
- 2011 – Dietro le apparenze
- 2013 – Senza Paura
- 2016 – Oronero
- 2018 – POP Heart
- 2023 – Blu¹